# Protaphorura orthacantha
Protaphorura orthacantha is een springstaartensoort uit de familie van de Onychiuridae. De wetenschappelijke naam van de soort is voor het eerst geldig gepubliceerd in 1920 door Handschin.